# Martin Andersen Nexø

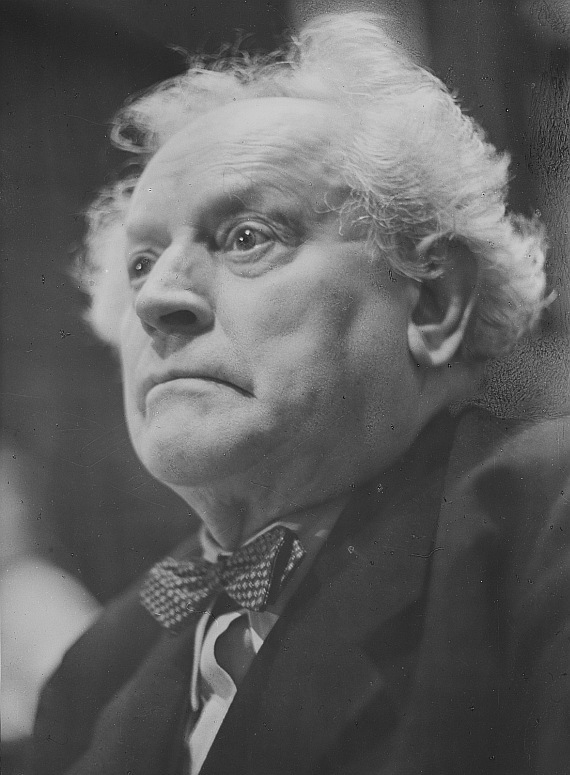
Martin Andersen Nexø in den 1950er Jahren

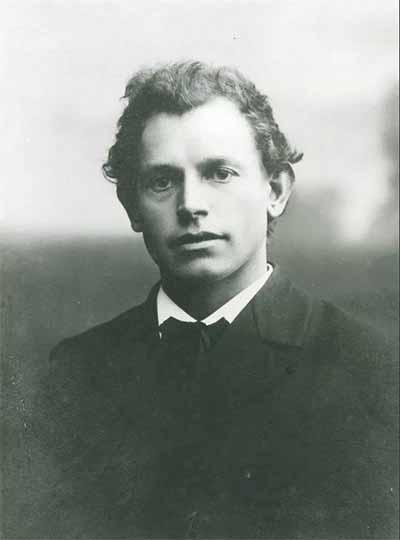
Martin Andersen Nexø

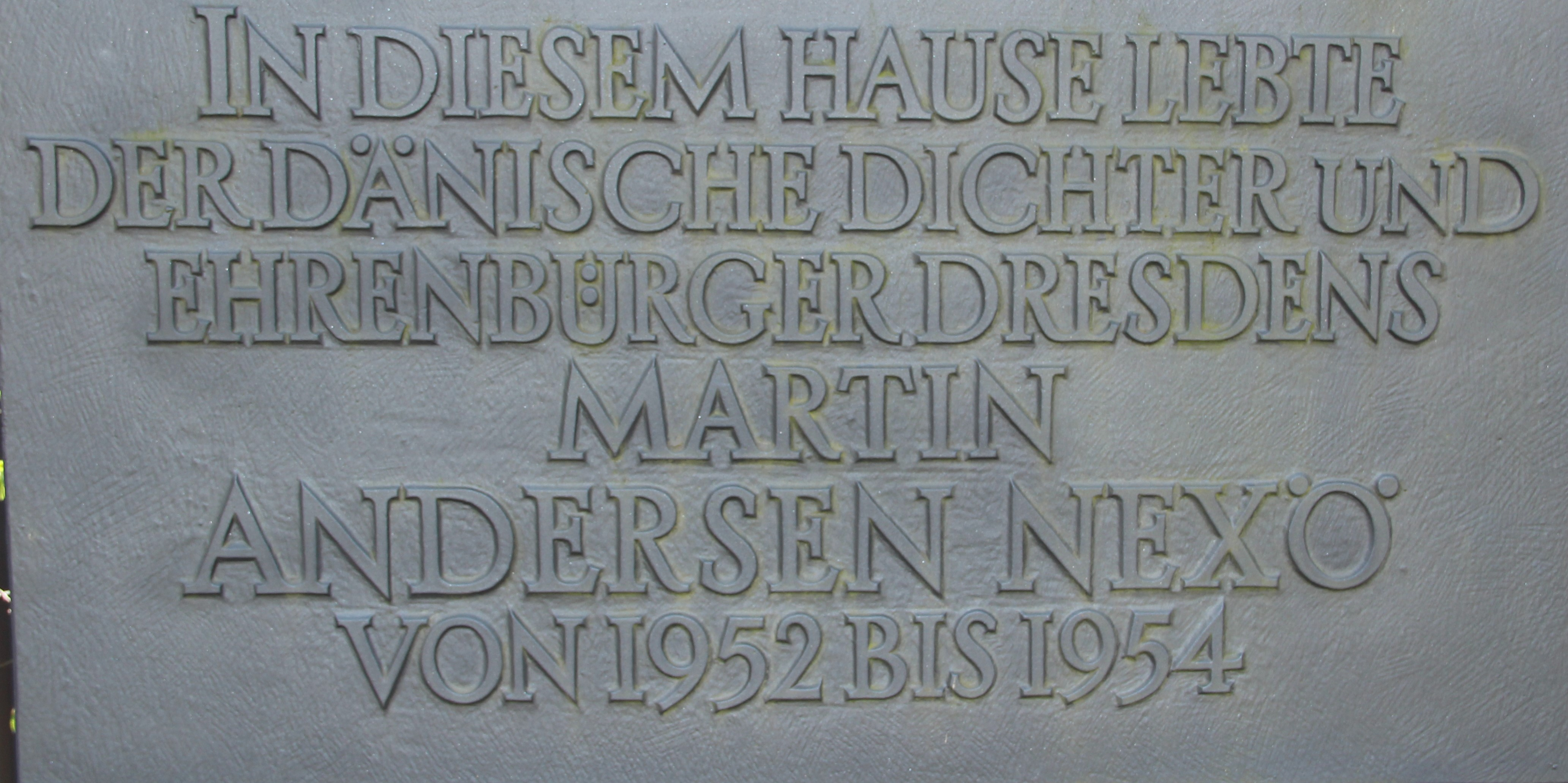
Gedenktafel am Haus Collenbuschstraße 4 in Dresden, der letzten Wohnstätte von M. A. Nexö.

Martin Andersen Nexø, auch Andersen-Nexö; eigentlich Martin Andersen (* 26. Juni 1869 in Christianshavn, Kopenhagen; † 1. Juni 1954 in Dresden) war ein dänischer Schriftsteller.

## Leben und Wirken
Andersen stammte aus ärmlichen Verhältnissen, wurde in einem der ärmsten Stadtteile Kopenhagens geboren und fühlte sich zeitlebens der besitzlosen Klasse verbunden. Er war der erste große Vertreter der ab Beginn des 20. Jahrhunderts an Bedeutung gewinnenden Arbeiterliteratur in Dänemark. Seine Familie zog 1877 nach Nexø auf der Insel Bornholm. Dort begann er 1884 eine Lehre als Schuhmacher.
Andersen bildete sich ab 1889 an einer Volkshochschule weiter und begann um diese Zeit, erste Zeitungsartikel zu verfassen. Ende 1893 erkrankte er an Tuberkulose. Zur Heilung reiste er nach Italien und Spanien. Diese und weitere Reisen flossen später in sein Buch Sonnentage ein. Wegen eines politisch begründeten Einreiseverbotes nach Italien machte Andersen Nexö am Bodensee Station und traf dort Fritz Mauthner.
Nach einem Studium an der Askov Volkshochschule absolvierte Andersen Nexö 1897 das Lehrerexamen und fand eine Anstellung in Odense. 1898, im Jahr seiner Heirat mit Margrethe Thomsen, entstand sein erster Zyklus von Erzählungen.
Sein vermutlich bekanntestes und meistübersetztes Werk ist Pelle der Eroberer (1910), in dem Andersen auch seine eigene Kindheit aufarbeitet und einfühlsam das harte Leben der Bauern, Fischer und Arbeiter seiner Zeit auf der Insel Bornholm beschreibt. Dieser Teil des Romans wurde 1987 vom dänischen Regisseur Bille August verfilmt und 1988 mit der Goldenen Palme von Cannes und einem Oscar als Bester fremdsprachiger Film ausgezeichnet. Der mehrbändige Roman umfasst aber auch das Leben des erwachsenen Pelle, der zum Führer der Sozialdemokraten wird.
1913 heiratete Andersen Nexø zum zweiten Mal; Margrethe (Grethe) Frydenlund Hansen (1889–1953) war 20 Jahre jünger als er und hatte eine Lehrerinnenausbildung. Nach der Gründung der Internationalen Arbeiterhilfe 1921 wurde sie in die Leitung der dänischen Sektion gewählt und 1922 als Delegierte zum 4. Weltkongress der Kommunistischen Internationale in Moskau eingeladen.
Mit Margrethe Frydenlund hatte Andersen Nexø fünf Kinder: Storm, Inge, Oluf, Rolf und Morten.
1919 trat Andersen Nexø gemeinsam mit Marie Nielsen der Socialistisk Arbejderparti bei, die sich im selben Jahr mit zwei anderen Parteien zur Venstresocialistisk Parti zusammenschloss. 1920 benannte sich die Partei in Danmarks Kommunistiske Parti (DKP) um. Mitte der 1920er Jahre heiratete er zum dritten Mal; Johanna geb. May (1902–1977) gebar ihm drei weitere seiner insgesamt zehn Kinder und wurde auch bis an sein Lebensende seine berufliche Mitarbeiterin.
Als Mitglied der DKP wurde Andersen 1941 während der deutschen Besetzung Dänemarks verhaftet. 1943 floh er aus dem Gefängnis über Schweden in die Sowjetunion.
Nach dem Ende des Zweiten Weltkriegs kehrte Andersen zunächst nach Dänemark zurück. Nach mehreren Reisen in die DDR siedelte er 1951 auf Einladung des damaligen sächsischen Ministerpräsidenten Max Seydewitz nach Radebeul über und ließ sich 1952 schließlich in Dresden-Weißer Hirsch nieder. Dort starb er am 1. Juni 1954 im Alter von 84 Jahren. Er wurde auf dem Assistenzfriedhof in Kopenhagen beigesetzt.

## Ehrungen in der DDR
Im Jahr 1949 erhielt Andersen Nexø die Ehrendoktorwürde der Universität Greifswald sowie der Universität Leipzig und 1953 wurde er zum Ehrenbürger der Stadt Dresden ernannt.
In Dresden wurde nach Nexøs Tod die von ihm bewohnte Villa Collenbuschstraße 4 in den Jahren 1958–1990 als Martin-Andersen-Nexö-Gedenkstätte genutzt. Das Arbeitszimmer und seine Wohnräume im ersten Stock blieben dabei unverändert.
Nach Nexø benannt wurden in Dresden das Martin-Andersen-Nexö-Gymnasium, das Jugendheim „Martin Andersen Nexö“ und der Martin-Andersen-Nexö-Kunstpreis. Nexø ist ebenfalls Ehrenbürger der Universitäts- und Hansestadt Greifswald, in der eine Schule und ein Platz seinen Namen tragen. Greifswald ehrte den Dichter darüber hinaus mit einem unter einer riesigen Pappel platzierten Findling auf dem Nexö-Platz, auf dem eine von Hans Prütz geschaffene Bronzeplakette mit seinem Profil angebracht ist. Das monumentale, denkmalgeschützte Kulturhaus Rüdersdorf in Rüdersdorf bei Berlin trägt den Namen des Schriftstellers. Auch in Zschopau, Marienberg, Zwickau und Briesen (Mark) wurden Schulen nach ihm benannt. In Ilsenburg (Harz) trug das ehemalige Hotel Prinzess Ilse und spätere Erholungsheim (Abriss 2010) am Eingang zum Ilsetal seinen Namen, in Wilzschmühle das Ferienheim des VEB Braunkohlenkombinat Borna. Außerdem wurde schon 1950 der Jugendwerkhof Bräunsdorf bei Freiberg nach ihm benannt. Das größte Städtische Altenpflegeheim in Leipzig trägt ebenfalls seinen Namen. 1954 wurde die Offizin Haag Drugulin in Leipzig zu Offizin Andersen Nexö (OAN) umbenannt.
Von 1958 bis zu ihrer Abwicklung 1991 befand sich im Schloss Siebeneichen in Meißen die Fachschule für Klubleiter „Martin Andersen Nexö“.

## Darstellung Nexös in der bildenden Kunst
- Anna-Elisabeth Angermann: Martin Andersen Nexö (1952, Kreidezeichnung)
- Kurt Harald Isenstein: Martin Andersen Nexö (1938, Lithografie)
- Magdalene Kressner: Martin Andersen Nexö (Porträtbüste, Bronze; Stadtmuseum Dresden ?)[6]
- Rudolf Löhner: Martin Andersen Nexö (um 1952; Denkmal, Bronze auf Granitsockel; Dresden, vor dem Martin-Andersen-Nexö-Gymnasium)[7]
- Rudolf Nehmer (1938, Öl; Stadtmuseum Dresden)
- Johannes Friedrich Rogge: Martin Andersen Nexö (Porträtbüste)[8]
- Wilhelm Rudolph: Porträt Martin Andersen Nexö (1952, Öl, 100 × 86 cm)[9]
- Emil Stumpp: Porträt des Schriftstellers Martin Andersen Nexø (1927 ?, Kreidelithografie)
- Irina Zimmermann-Rabinowicz: Porträt Martin Andersen Nexö (1952, Öl)

## Werke

### In dänischer Originalsprache
- Det bødes der for, 1899 (dt.: Sühne, 1902)
- En Moder, 1900 (dt.: Eine Mutter, 1923)
- Familien Frank, 1901 (dt.: Die Familie Frank, 1920)
- Dryss, 1902 (dt.: Überfluss, 1914)
- Pelle erobreren, 1906–10 (dt.: Pelle der Eroberer, ab 1912)
- Ditte menneskebarn, 1917–21 (dt.: Ditte Menschenkind, ab 1920)
- Midt i en Jærntid, 1929 (dt.: Im Gottesland, 1929)
- Erindringer, dänisch erschien das Werk ursprünglich in 4 Bänden unter eigenen Titeln (1932, 1935, 1937 und 1939, dt.: Erinnerungen, 1949)
- Morten hin Røde, 1945 (dt.: Morten der Rote, 1949)
- Den fortabte Generation, 1948 (dt.: Die verlorene Generation, 1950)
- Jeanette, 1957 (dt.: Jeanette, 1958; unvollendet)

### In deutscher Übersetzung
- Märchen der Wirklichkeit. J. Ladyschnikow Verlag, Berlin 1913 (Übertragung Alexander Stein) Überfluß. Übers. Hermann Kiy, Langen-Müller, München 1914.
- Ditte Menschenkind. Übers. Hermann Kiy, Dietz Verlag, Berlin 1948. Aufbau-Taschenbuch-Verlag, Berlin 2001, ISBN 3-7466-5123-9.
- Pelle der Eroberer.
- Die Kindheit. Übers. Margarete Steffin, Bertolt Brecht, JHW Dietz Nachf., Berlin 1. Aufl. 1946.
- Erinnerungen. Übers. Ernst Harthern, Dietz, Berlin 1. Aufl. 1948.
- Morten der Rote. Erinnerungsroman. Dietz, Berlin 4. Aufl. 1959.
- Die Familie Frank. 1920.
- Sühne. Der Bücherkreis, Berlin 1925. (Einbandentwurf: Hans Windisch).
- Die Passagiere der leeren Plätze. Ein Buch in 14 Erzählungen und einem Vorspiel. Mit 12 Zeichnungen von George Grosz. Der Malik-Verlag Berlin/Halensee 1921.
- Die Puppe. Übers. Ellen Schou, Dietz, Berlin 1956.
- Zugvögel. Übers. Ellen Schou, Insel-Verlag, Leipzig 1957 (Insel-Bücherei 584).
- Fliegender Sommer. Übers. Ellen Schou, Aufbau-Verlag, Berlin 1969.
- Überfluss. Rowohlt, Reinbek. ISBN 3-499-40025-1.
- Sonnentage. Reisebilder aus Andalusien. (Reiseberichte aus Italien u. Spanien; Aufbau-Ausgabe, Berlin 2000 mit UT ...aus dem Süden.) Georg Merseburger, Leipzig 1909, häufige Neuaufl.
  - Auszug: Die Zigeuner. Übers. Emilie Stein. In Adalbert Keil (Hrsg.): Das Volk der Nacht. Zigeunergeschichten. Reihe: Goldmanns Gelbe TB #1614. München 1964. (Anthologie) S. 12–24.
- Bornholmer Novellen. Aufbau-Verlag, Berlin, Weimar 3. Aufl. 1991, ISBN 3-351-00560-1. (erstmals 1906)
- Gesammelte Werke in Einzelausgaben, Berlin (Dietz) 1946–1962 (21 Bände)
- Gesammelte Werke in Einzelbänden, Berlin und Weimar (Aufbau) 1966–1979 (10 Bände)

### Verfilmungen
- 1946: Ditte – ein Menschenkind (Ditte menneskebarn) – Regie: Bjarne Henning-Jensen
- 1958: Der Lotterieschwede – Regie: Joachim Kunert
- 1985: Pelle der Eroberer (TV) – Regie: Christian Steinke
- 1987: Pelle, der Eroberer (Pelle erobreren) – Regie: Bille August